# Asterellina
Asterellina es un género de foraminífero bentónico considerado un sinónimo posterior de Eoeponidella de la familia Asterigerinatidae, de la superfamilia Asterigerinoidea, del suborden Rotaliina y del orden Rotaliida. Su especie tipo era Pninaella? pulchella. Su rango cronoestratigráfico abarca desde el Pleistoceno hasta la Actualidad.

## Clasificación
Asterellina incluía a la siguiente especie:
- Asterellina pulchella, aceptado como Eoeponidella pulchella